# سترکووو
سترکووو (به لهستانی:  Strykowo) یک منطقهٔ مسکونی در لهستان است که در گمینا ستنشو واقع شده‌است. سترکووو ۱٬۳۰۰ نفر جمعیت دارد.